# اللاسلطوية في هولندا
ظهرت اللاسلطوية في هولندا في النصف الثاني من القرن التاسع عشر. وتكمن جذورها في الأيديولوجيات الراديكالية والثورية للحركة العمالية، وفي الاشتراكية المناهضة للسلطة، وحركة المفكرين الأحرار، وفي العديد من الجمعيات والمنظمات الساعية نحو مجتمع من الطراز الليبرتاري. خلال الحرب العالمية الأولى، عمل أفراد ومجموعات من النقابيين والأناركيين من مختلف التيارات لأجل الاعتراض الضميري، وضد السياسات الحكومية. وقد وجهت المقاومة المشتركة نحو الإمبريالية والعسكرة.
ومن بين أول الأناركيين في البلاد، كان فرديناند دوميلا نيوفينهويس، الذي أتى من الدوائر الديمقراطية الاشتراكية وقدم الكثير من أجل تنظيم الطبقة العمالية. كحركة اجتماعية، كان للأناركية تأثير كبير على التغيير الاجتماعي في هولندا، حتى بدء الحرب العالمية الثانية. وبعد الحرب، أصبحت اللاسلطوية نشطة مرة أخرى، وذلك تحديدًا في ستينات القرن العشرينات، وأصبحت معروفة لدى جمهور أوسع عن طريق حكومة بروفو.

## تاريخ

### المبشرون
أشير إلى اللاسلطوية في هولندا في البداية باللاسلطوية الشيوعية، ثم باللاسلطوية الاشتراكية، والاشتراكية الثورية، والنقابية اللاسلطوية.
أطلق على من ربطوا المسيحية واليهودية، من المسيحيين واليهود (وخصوصًا القساوسة والخطباء) بالأفكار الاشتراكية واللاسلطوية، اسم القساوسة الحمر. فقد بشروا «بحرية الفكر» وبلاهوت «حداثي». ففي مقاطعة فريزلاند مثلا، كان هناك سبعة عشر «قسيسًا اشتراكيًا» في عام 1932، وكان أربعة عشر منهم أعضاء في حزب العمال الديمقراطي الاشتراكي (بالهولندية: Sociaal-Demokratische Arbeiderspartij, SDAP). قدم القساوسة الحمر الكثير لمد جسر يعوض الفجوة بين المعتقدات المسيحية واليهودية، والحركة العمالية، واللاسلطوية.
كان الاشتراكي المسيحي ليندرت دي بان أحد رواد الاشتراكية واللاسلطوية في هولندا، وهو قس ومدافع عن الاعتراض الضميري. ومن الناحية السياسية، كان من مؤيدي الاشتراكيين في رابطة الاشتراكيين المسيحيين. وكان الاشتراكي الديني والقس هنري فان دن بيرغ فان إيسينجا نشطًا في الاتحاد الاشتراكي. وروج للاشتراكية الثورية والشيوعية. أما يوهانس أنطونيوس هندريكوس فان دن برينك، الكاهن، وأول عضو اشتراكي في مجلس رعية ليمبورغ، وعضو حزب العمال الديمقراطي الاشتراكي منذ 1904، فقد انتُقد لكونه كاهنًا مرتدًا. وفي محاضراته، تبنى الدعاية الاشتراكية ورأى أن الكنيسة والعبادة يشكلان خطرًا على البشرية والتقدم الاجتماعي. ومنذ عام 1910، قدم قراءاته لرابطة المفكرين الأحرار بدي داجيراد. أتى المتحدث الرسمي باسم «القساوسة الحمر» في مقاطعة فريزلاند الهولندية، يان أنتوني بروينز الابن، إلى الاشتراكية من خلال إف. دي. نيوفينهويس. وقد كان مؤسس الجريدة الأسبوعية الاشتراكية المسيحية دي بليجد فيريلد. ومن بين عدة نشاطات، كان نشطًا في «العمال الشباب»، والرابطة الهولندية لإلغاء المشروبات الكحولية. أعرب القس الأحمر فريدريك ويليم نيكولاس هوجينهولتز عن انتقاده للرأسمالية. وأراد يؤسس كنيسة للعمال، لكنه واجه صعوبات مع السكان الذين أرادوا إقصائه كقس. وفي عام 1899، أصبح داعية لحزب العمال الاشتراكي الديمقراطي. أما لامبرتوس فابر، الذي كان قسًا أحمر أيضًا، فقد كان عضوًا في مجلس النواب عن حزب العمال الديمقراطي الاشتراكي. وكداعٍ للسلام وعضو في الجمعية المسيحية المناهضة للعسكرة «الكنيسة والسلام»، فقد كان له أتباع كثيرون من العمال الاشتراكيين.
في عام 1889، جاهر القس والرائد الاشتراكي فرديناند دوميلا نيوفينهويس بأناركيته. وقد سُمي هندريك جيرهارد المفكر الحر بوالد الاشتراكية في هولندا. وكان مفهومه المثالي «حقوقًا متساوية للجميع». وكان نشطًا في حركة السلام والعمال، ورفض انتهاج العنف للوصول إلى الاشتراكية في المجتمع. أما جون جيكوب ليديفيجك، الداعي للأناركية الشيوعية، فقد كان مؤسس اتحاد الشيوعيين المحبين للشيوعية، وعمل محررًا لجريدة اتحاد الاشتراكيين الثوريين، وكذلك كان نشطًا في اتحاد الاشتراكيين الأناركيين. كان أبراهام موزيس رينز، الداعي للاشتراكية الثورية واللاسلطوية، مؤسس جمعية ومجلة تمرد. أما شورد سي برينس فان فين، وهو واحد من أوائل الاشتراكيين المسيحيين، فقد كان من أتباع نيوفينهويس، ونشط خصوصًا في مقاطعة فريزلاند. وفي عام 1888، أسس الرابطة الاشتراكية الديمقراطية في فريزلاند. وأفصح عن «الثوري في رسالة الكتاب المقدس». ولاحقًا أعلن الاشتراكيون المسيحيون أنه بسبب مؤلفات فان فين، فإن الاشتراكية المسيحية وجدت أتباعًا في فريزلاند. ويعتبر دانيل فان دير زي من رواد الاشتراكية المسيحية. ففي عام 1907، شارك في تأسيس الرابطة الاشتراكية المسيحية، وكان محررًا في مجلة الصعود وعضوًا في مجلس إدارة الجمعية الاشتراكية الدينية، وفي معهد التنمية العمالية.

### القرن التاسع عشر
خلال النصف الثاني من القرن التاسع عشر، ومع استثناءات قليلة، كانت أوجه التشابه بين الاشتراكية المناهضة للسلطة واللاسلطوية أكثر من خلافاتهما. فقد كانت الحدود بينهما مائعة. وبحلول عام 1870، كانت الأحوال الاقتصادية في هولندا كارثية، فارتفعت البطالة وقلت الأجور وكثرت عمالة ووفيات الأطفال وإدمان الكحول. وكان الإسكان والطعام غير كافيين. وفي ظل هذه الظروف أصبحت البلوريتاريا متعصبة أكثر فأكثر، وهو ما عبر عنه في مجلة حق الجميع. صدر أول تشريع يحظر عمالة الأطفال في عام 1874، فمُنع الأطفال دون الثانية عشرة من العمل.
حكم ويليام الثالث هولندا بين عامي 1849 و1890. وأسهم في قمع الاشتراكيين والأناركيين، وكذلك الحركة العمالية. وقد عرف ويليام الثالث بكونه «وحشيًا»، ولديه ميل كبير للصيد والكحول والنساء والتردد على بيوت الدعارة العامة. وعُرف الملك نصف المجنون أيضًا بنوبات غضب وانعدام في القدرة على التنبؤ، وأصبح رمزًا للقمع والانحطاط. ويقال إنه نعت شعبه بالثيران والغوغاء والقمامة. حتى إنه أهان أكثر الوزراء تحفظًا. وقد نعته جوزيف ألكسندر كوهين علنًا «بالملك الغوريلا»، وحكم عليه بالسجن لإهانته جلالته. وقد سجن نيوفينهويس هو الأخر عامًا لإهانته جلالته، استنادًا إلى مقال كتبه في أبريل 1886 في مجلة حق الجميع، التي كانت موجهة ضد الملكية. ولم يكن خفيًا أن نيوفينهويس هو الكاتب، لكن باعتباره المحرر الرئيسي فقد تحمل هو المسؤولية.